# Kurash
Kurash è una forma di lotta originario dell'Uzbekistan e praticato sin da tempi antichi. Essa è l'arte uzbeca del wrestling e partecipa ai Giochi Asiatici.
Attualmente vi è la proposta di inserire il kurash nel Giochi olimpici.

## Regole
I concorrenti indossano rispettivamente uno una giacca verde e l'altro una giacca blu e lo scopo è quello di gettare l'altro a terra. Se l'avversario viene proiettato all'indietro viene dichiarata la vittoria, mentre se l'avversario viene gettato su un lato vengono assegnati dei punti. L'azione viene fermata da un arbitro che fa ripartire i due avversari in posizione eretta. I due concorrenti non sono autorizzati ad afferrare i pantaloni dell'avversario, tuttavia, sono liberi di rimanere attaccati al corpo del contendente.

## Eventi

### Campionati mondiali di kurash
| Edizione | Anno | Città ospitante | Nazione    | Eventi |
| -------- | ---- | --------------- | ---------- | ------ |
| 1        | 1999 | Tashkent        | Uzbekistan | 3      |
| 2        | 2000 | Adalia          | Turchia    | 4      |
| 3        | 2001 | Budapest        | Ungheria   | 2      |
| 4        | 2002 | Erevan          | Armenia    | 7      |
| 5        | 2005 | Tashkent        | Uzbekistan | 13     |
| 6        | 2007 | Ulan Bator      | Mongolia   | 11     |
| 7        | 2009 | Alušta          | Ucraina    | 14     |
| 8        | 2011 | Termez          | Uzbekistan | 14     |
| 9        | 2013 | Istanbul        | Turchia    | 15     |
| 10       | 2015 | Khorramabad     | Iran       | 8      |
| 11       | 2017 | Istanbul        | Turchia    |        |

- http://kurash-ika.org/en/chempiony-mira/ Archiviato il 22 settembre 2020 in Internet Archive.
- http://kurash-ika.org/en/category/news/
- http://kurash-ika.org/en/rezul-taty-turnirov-v-termeze/ Archiviato il 25 luglio 2019 in Internet Archive. (World senior female and veteran world championships)
- http://kurash-ika.org/en/rezul-taty-v-chempionata-mira-sredi-vzrosly-h/ Archiviato il 29 luglio 2019 in Internet Archive.
- http://kurash-ika.org/en/rezul-taty-i-chempionata-mira-sredi-veteranov/ Archiviato il 30 luglio 2019 in Internet Archive. (Results of I World veteran champs)
- http://kurash-ika.org/en/aziya-dominiruet-na-pervom-komandnom-kubke-mira/ Archiviato il 24 luglio 2019 in Internet Archive.

### Campionati mondiali di kurash under 20
| Edizione | Anno | Città ospitante | Nazione         | Eventi |
| -------- | ---- | --------------- | --------------- | ------ |
| 1        | 2000 |                 |                 |        |
| 2        | 2002 |                 |                 |        |
| 3        | 2004 | Shahrisabz      | Uzbekistan      | 9      |
| 4        | 2006 | Santo Domingo   | Rep. Dominicana | 9      |
| 5        | 2008 |                 |                 |        |
| 6        | 2010 | Nuova Delhi     | India           | 14     |
| 7        | 2012 | Bournemouth     | Regno Unito     | 7      |
| 8        | 2016 | Kochi           | India           | 13     |

- 1st Cadet : http://kurash-ika.org/en/itogi-i-chempionata-mira-sredi-kadetov/ Archiviato il 17 luglio 2019 in Internet Archive. (Results of I World Cadet Championships)
- 3rd : http://kurash-ika.org/en/rezul-taty-iii-chempionata-mira-sredi-molodezhi/ Archiviato il 23 luglio 2019 in Internet Archive.
- 4th : http://kurash-ika.org/en/itogi-chempionata-mira-v-dominikanskoj-respublike/ Archiviato il 23 luglio 2019 in Internet Archive.
- 6th : http://kurash-ika.org/en/chempiony-mira-po-kurashu/ Archiviato il 17 luglio 2019 in Internet Archive.
- 7th : http://kurash-ika.org/en/v-velikobritanii-zavershilsya-chempionat-mira/ Archiviato il 17 luglio 2019 in Internet Archive.
- 8th : http://kurash-ika.org/en/v-indii-otkry-lsya-chempionat-mira-sredi-molodezhi/ Archiviato il 17 luglio 2019 in Internet Archive.
- 8th : http://kurash-ika.org/en/itogi-vtorogo-dnya-chempionata-mira-v-indii/ Archiviato il 17 luglio 2019 in Internet Archive.

### Campionati asiatici di kurash
| Edizione | Anno | Città ospitante | Nazione     | Eventi |
| -------- | ---- | --------------- | ----------- | ------ |
| 1        | 2000 | Tashkent        | Uzbekistan  |        |
| 2        | 2001 |                 |             |        |
| 3        | 2003 | Teheran         | Iran        | 5      |
| 4        | 2005 |                 |             |        |
| 5        | 2006 | Kabul           | Afghanistan | 6      |
| 6        | 2008 | Teheran         | Iran        | 5      |
| 7        | 2011 | Ilam            | Iran        | 5      |
| 8        | 2012 | Kochi           | India       | 13     |
| 9        | 2015 | Beirut          | Libano      | 14     |

- http://kurash-ika.org/en/category/news/
- http://kurash-ika.org/en/itogi-chempionata-azii-po-kurashu/ Archiviato il 26 luglio 2019 in Internet Archive.
- http://kurash-ika.org/en/rezul-taty-vii-chempionata-azii/ Archiviato il 26 luglio 2019 in Internet Archive.
- http://kurash-ika.org/en/itogi-chempionata-azii-v-indii/ Archiviato il 28 luglio 2019 in Internet Archive.
- http://kurash-ika.org/en/chempionat-azii-den-pervy-j/ Archiviato il 17 novembre 2017 in Internet Archive.
- http://kurash-ika.org/en/itogi-vi-chempionata-azii-sredi-vzrosly-h/ Archiviato il 24 luglio 2019 in Internet Archive.
- http://kurash-ika.org/en/kabul-prinyal-chempionat-azii/ Archiviato il 17 luglio 2019 in Internet Archive.
- http://kurash-ika.org/en/tegeran-prinimaet-kontinental-ny-j-chempionat/ Archiviato il 24 luglio 2019 in Internet Archive.

### Campionati asiatici di kurash under 20
| Edizione | Anno | Città ospitante | Nazione       | Eventi |
| -------- | ---- | --------------- | ------------- | ------ |
| 1        | 2009 |                 |               |        |
| 2        | 2011 |                 |               |        |
| 3        | 2013 | Taipei          | Taipei cinese | 29     |
| 4        | 2015 | Taoyuan         | Taipei cinese | 25     |
| 5        | 2017 | Teheran         | Iran          | 7      |

- http://kurashtd.org/new.aspx?id=26 Archiviato il 29 luglio 2019 in Internet Archive.
- http://kurash-ika.org/en/v-irane-zavershilsya-chempionat-azii-sredi-molodezhi/ Archiviato il 17 novembre 2017 in Internet Archive.
- http://kurash-ika.org/en/chempionat-azii-sredi-molodezhi-i-kadetov-v-kitajskom-tajbe-e/ Archiviato il 25 luglio 2019 in Internet Archive. (Junior under 20 and cadet under 16 Kurash players)
- http://kurash-ika.org/en/v-tajbe-e-zavershilsya-chempionat-azii-2/ Archiviato il 23 luglio 2019 in Internet Archive.

### Campionati arabi di kurash
| Edizione | Anno | Città ospitante | Nazione | Eventi |
| -------- | ---- | --------------- | ------- | ------ |
| 1        | 2010 | Beirut          | Libano  | 6      |
| 2        | 2011 |                 |         |        |
| 3        | 2012 | Beirut          | Libano  | 7      |
| 4        | 2013 | Beirut          | Libano  | 3      |

- http://kurash-ika.org/en/rezul-taty-chempionata-v-livane/ Archiviato il 1º dicembre 2017 in Internet Archive.
- http://kurash-ika.org/en/livan-dominiruet-na-chempionate-arabskih-stran/ Archiviato il 25 luglio 2019 in Internet Archive.
- http://kurash-ika.org/en/itogi-iv-chempionata-arabskih-stran/ Archiviato il 24 luglio 2019 in Internet Archive.

### Campionati africani di kurash (senior, junior, cadet)
| Edizione | Anno | Città ospitante | Nazione        | Eventi |
| -------- | ---- | --------------- | -------------- | ------ |
| 1        | 2001 |                 |                |        |
| 2        | 2002 |                 |                |        |
| 3        | 2003 | Pretoria        | Sudafrica      | 14     |
| 4        | 2004 | Casablanca      | Marocco        | 8      |
| 5        | 2006 | Vanderbijlpark  | Sudafrica      | 24     |
| 6        | 2007 | Antananarivo    | Madagascar     | 12     |
| 7        | 2008 | Agadir          | Marocco        | 13     |
| 8        | 2009 | Lusaka          | Zambia         | 15     |
| 9        | 2010 | Maputo          | Mozambico      | 15     |
| 10       | 2012 | Brazzaville     | Rep. del Congo | 17     |
| 11       | 2013 | Johannesburg    | Sudafrica      | 23     |
| 12       | 2014 | Manzini         | eSwatini       | 22     |
| 13       | 2015 | Maputo          | Mozambico      | 31     |
| 14       | 2016 | Brazzaville     | Rep. del Congo | 7      |

- http://www.kurash-africa.com/Results/results.html
- http://kurash-ika.org/en/zambiya-gotova-k-chempionatu-afriki/ Archiviato il 2 dicembre 2017 in Internet Archive.
- http://kurash-ika.org/en/v-svazilende-sostoyalsya-chempionat-afriki-po-kurashu/ Archiviato il 28 luglio 2019 in Internet Archive.
- http://kurash-ika.org/en/rezul-taty-chempionata-afriki/ Archiviato il 24 luglio 2019 in Internet Archive.
- http://kurash-ika.org/en/rezul-taty-vii-chempionata-afriki-po-kurashu/ Archiviato il 23 luglio 2019 in Internet Archive.
- http://kurash-ika.org/en/rezul-taty-pervenstva-afriki-sredi-yuniorov/ Archiviato il 23 luglio 2019 in Internet Archive. (Results of African Junior champs, 2004 Port Louis, Mauritius)
- http://kurash-ika.org/en/v-respublike-kongo-sostoyalsya-chempionat-afriki/ Archiviato il 23 luglio 2019 in Internet Archive.
- http://kurash-ika.org/en/rezul-taty-chempionata-afriki-2/ Archiviato il 26 luglio 2019 in Internet Archive.

### Campionati europei di Kurash
- 3rd : http://kurash-ika.org/en/chempionat-evropy-v-stambule/ Archiviato il 30 luglio 2019 in Internet Archive. (2003)
- 4th : http://kurash-ika.org/en/rezul-taty-iv-chempionata-evropy/ Archiviato il 17 luglio 2019 in Internet Archive. (2004)
- 5th : http://kurash-ika.org/en/itogi-chempionata-evropy/ Archiviato il 25 luglio 2019 in Internet Archive. (2009)
- http://kurash-ika.org/en/itogi-chempionata-evropy-2/ Archiviato il 23 luglio 2019 in Internet Archive. (First of 2015)
- http://kurash-ika.org/en/v-gretsii-sostoyalsya-chempionat-evropy-sredi-molodezhi-i-vzrosly-h/ Archiviato il 28 luglio 2019 in Internet Archive. (End of 2015)
- http://kurash-ika.org/en/v-gretsii-sostoyalsya-chempionat-evropy-po-kurashu/ Archiviato il 30 luglio 2019 in Internet Archive. (2016)

### Campionati americani di kurash
- http://kurash-ika.org/en/chempionat-pan-ameriki-po-kurashu/ Archiviato il 23 luglio 2019 in Internet Archive.

La federazione panamericana di kurash è stata fondata nel 2001, è stata una delle prime federazioni continentali affiliate all'IKA a dare vita ai propri campionati continentali. I primi campionati mondiali seniores si sono tenuti nel 2002 a La Paz, la capitale della Bolivia.

### Campionati internazionali islamici di karimov kurash
- http://kurash-ika.org/en/itogi-turnira-v-gretsii/ Archiviato il 23 luglio 2019 in Internet Archive.
- http://kurash-ika.org/en/itogi-turnira-v-velikobritanii/ Archiviato il 28 luglio 2019 in Internet Archive.
- http://kurash-ika.org/en/itogi-mezhdunarodnogo-turnira-islama-karimova/ Archiviato il 17 luglio 2019 in Internet Archive.
- http://kurash-ika.org/en/turnir-islama-karimova-v-londone-2/ Archiviato il 23 luglio 2019 in Internet Archive.
- http://kurash-ika.org/en/rezul-taty-traditsionnogo-turnira-v-gretsii/ Archiviato il 25 luglio 2019 in Internet Archive.

La Grecia ha ospitato la decima edizione dei Campionati internazionali islamici di karimov kurash il 1º marzo 2015. Questo evento tradizionalmente si svolge in Grecia a partire dal 2004 per impulso della federazione europea di kurash e della federazione greca.